# 田仁恭
田仁恭（536年—582年），字長貴，长城郡长城县（今宁夏回族自治区固原市原州区）人，田弘之子，北周、隋朝官员。

## 生平
北周时，举明经担任掌式中士。後因父亲的軍功，受爵位鶉陰子。大冢宰宇文護召他为中外兵曹。数年後，又因父亲的軍功受位開府儀同三司，转任中外府掾。在宇文護属下征战，屡立战功，改封襄武县公。跟随周武帝平定北齐，加位上開府，進爵淅陽郡公，担任幽州总管。周宣帝时，進爵雁門郡公。
580年，楊堅担任丞相，召田仁恭任小司馬，進位大将軍。他跟随韋孝宽討伐相州尉迟迥，受位柱国。581年，隋朝建立，進上柱国，任太子太師。受詔营建宗廟神社，進爵观国公。担任右武衛大将軍。一年后，在官任上去世。享年四十七岁。追贈司空，谥号敬。

## 家庭

### 兄弟姐妹
- 田备，大都督、贝丘县开国侯
- 田氏，嫁隋朝上开府仪同三司、石州诸军事、石州刺史、阳林县公长孙璬

### 子女
- 田世師，隋朝观国公
- 田德懋，隋朝尚书驾部郎、平原郡公
- 田德元，隋朝豫章郡掾

## 传記資料
- 《周書》卷二十七 列传第十九
- 《隋書》卷五十四 列传第十九
- 《北史》卷六十五 列传第五十三

## 延伸阅读
[在维基数据编辑]
 《隋書·卷54》，出自魏徵《隋书》